# Bica (postre)

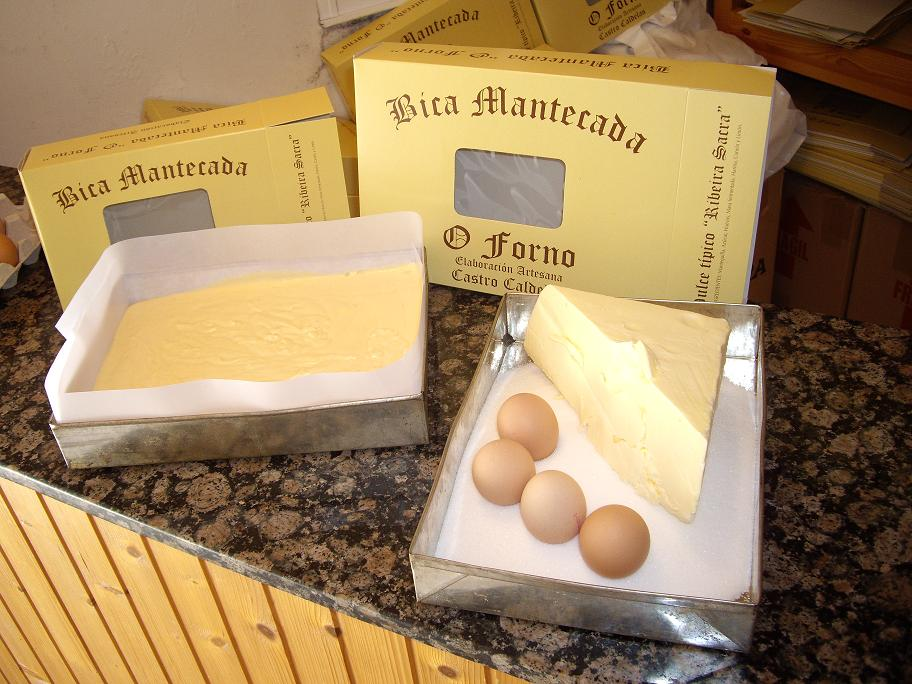
Bica mantecada.

La bica y la bica mantecada es un postre típico de Galicia, principalmente de la provincia de Orense, de elaboración artesanal, similar a un bizcocho, equilibrado en huevo y azúcar. Con ligero sabor a canela. 

## Origen
El origen de la Bica es incierto, pero se tiene constancia de su existencia ya en el siglo XIX, elaborándose en las casas para su consumo en festividades. La bica originaria de la comarca de Terra de Trives es dulce, de textura abizcochada, y con una corteza superior tostada. Destaca la bica de las localidades de Puebla de Trives. Actualmente es uno de los elementos centrales en las celebraciones festivas del carnaval en Laza y durante todo el año en las tierras de Caldelas. Su promoción exterior en los últimos años, ha ido acompañada de la afluencia de turismo a la Ribeira Sacra y los cañones del río Sil, así como su comercialización y promoción fuera de sus comarcas de origen por empresas como Bica de Trives o Dona Barona.

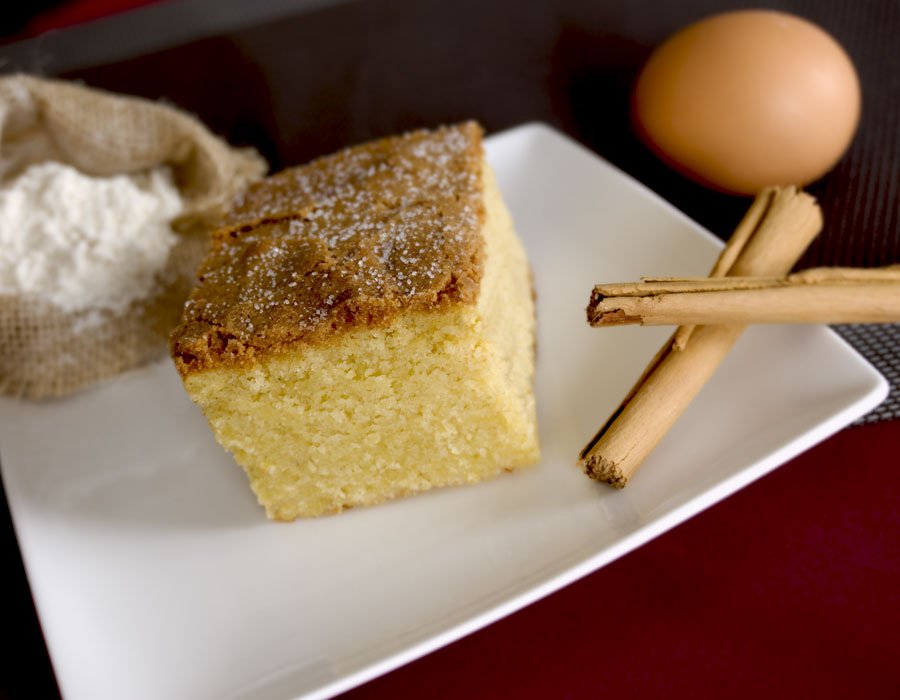
Presentación de bica mantecada.

## Presentación
Suele consumirse durante el desayuno o durante la hora del café. Por su textura esponjosa resulta ideal complementarla con quesos grasos, licor café o incluso vino caliente.
Destaca en su elaboración tradicional la presencia de manteca ("bica mantecada") de vaca -preferentemente-, que le da su consistencia y cuerpo característicos frente a otros bizcochos ligeros.

## Variantes
La bica elaborada en los municipios de Avión y Beariz, así como en toda la zona del Ribeiro no es dulce y se elabora con harina de maíz, con un resultado similar a una empanada.

## Fiestas
- Fiesta de la Bica en el municipio de Puebla de Trives el último domingo del mes de julio.